# Internationaler Gesangswettbewerb Neue Stimmen

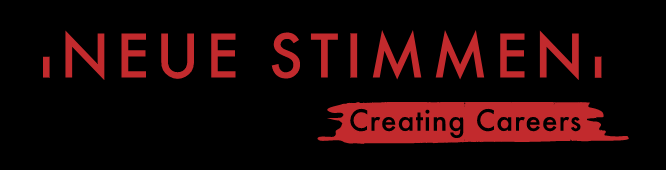
Logo des Gesangswettbewerbs Neue Stimmen

Neue Stimmen (Eigenschreibweise in Großbuchstaben) ist ein internationaler Gesangswettbewerb. Er wurde 1987 auf Initiative von Liz Mohn mit Unterstützung von August Everding ins Leben gerufen, um den Opernnachwuchs zu fördern. Der Gesangswettbewerb wurde bis 2022 von der Bertelsmann Stiftung in Gütersloh ausgerichtet. Heute ist er ein Projekt der Liz Mohn Stiftung. Die Neuen Stimmen gelten als „Talentschmiede“, die für viele Teilnehmer den Beginn einer internationalen Karriere markiert.

## Geschichte

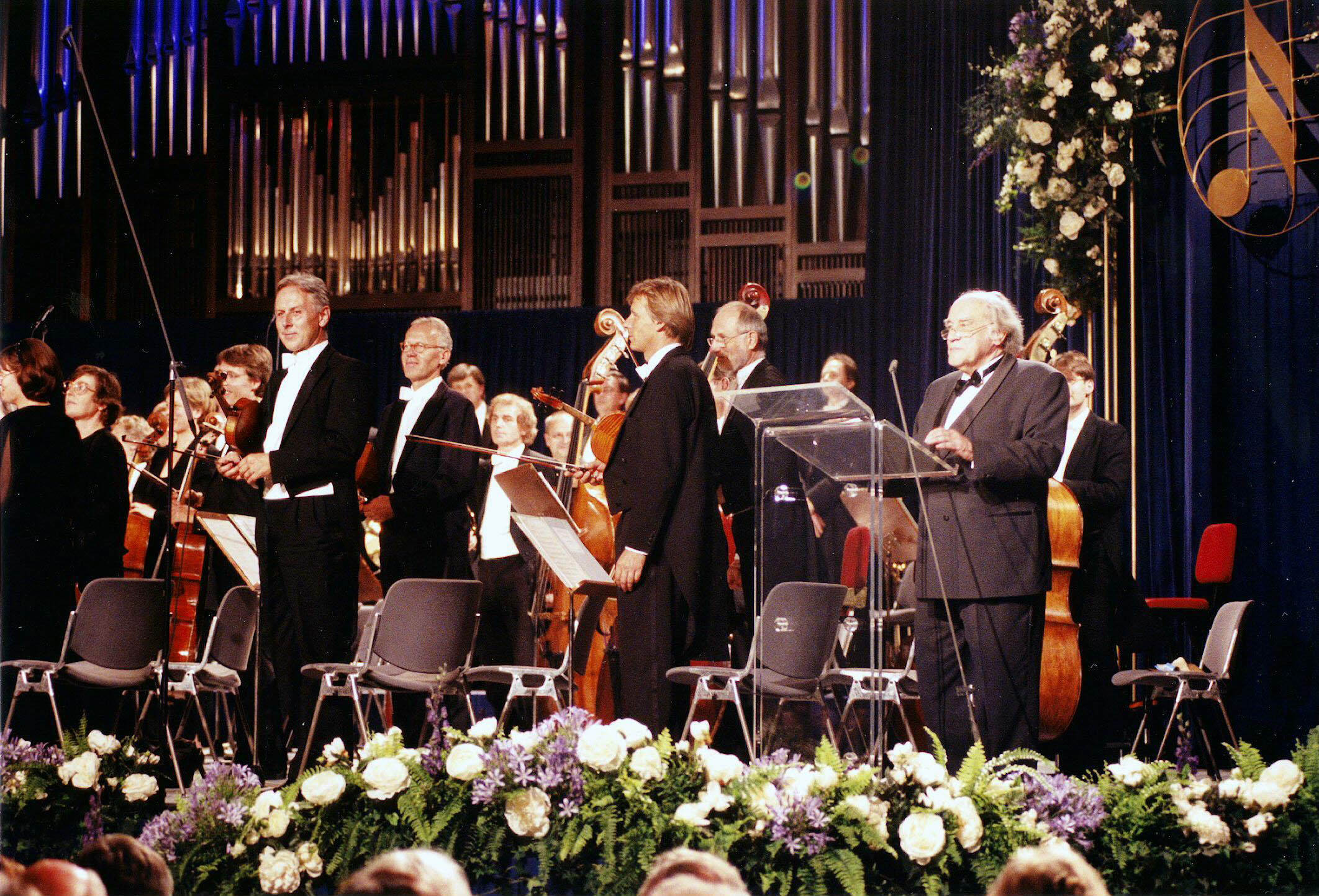
August Everding (am Rednerpult) auf dem Finalkonzert 1997

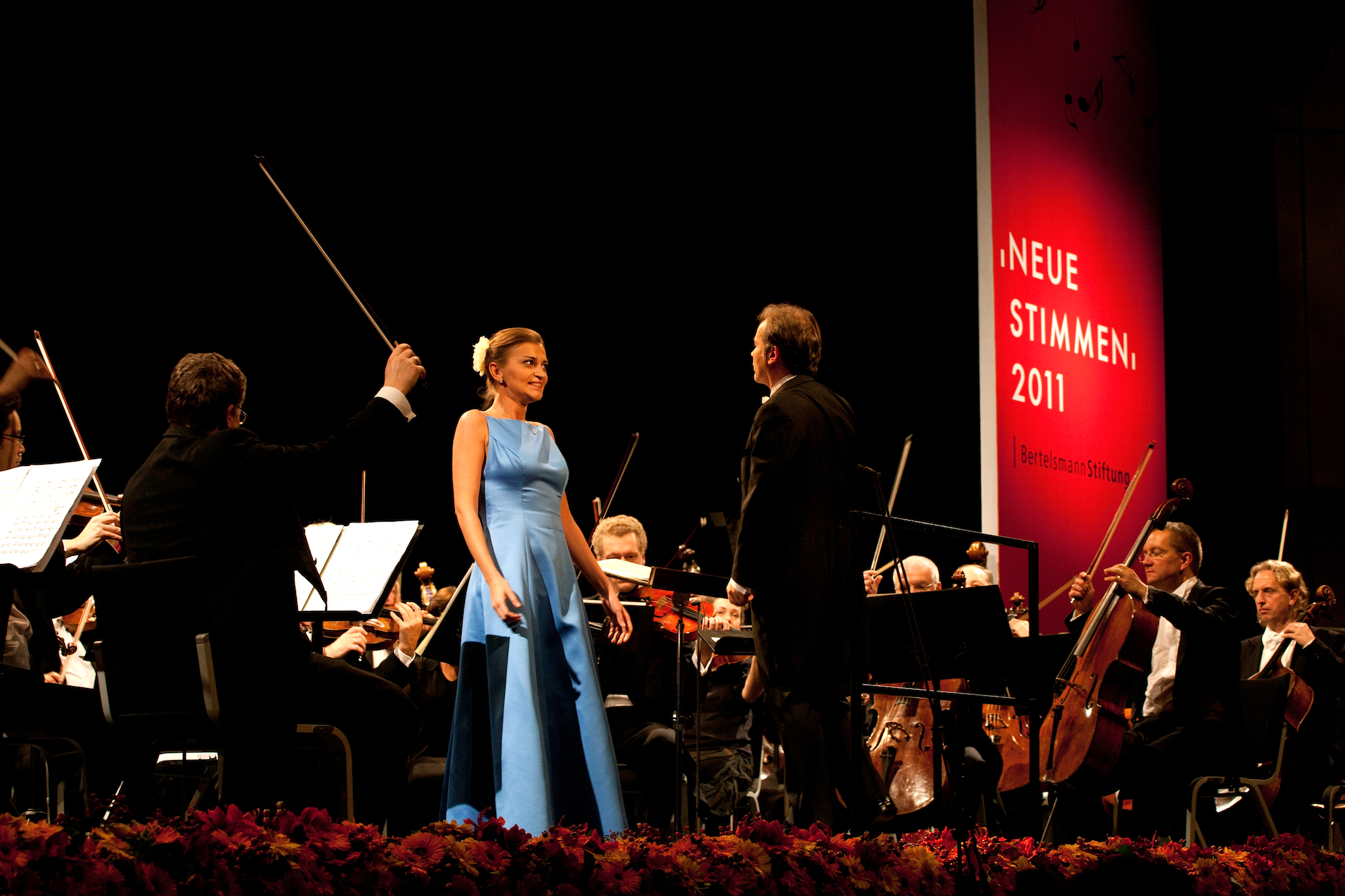
Maria Celeng während des Finalkonzerts 2011

1985 gaben die Berliner Philharmoniker unter der Leitung von Herbert von Karajan ein Konzert in der Gütersloher Stadthalle. Anlass war das 150-jährige Bestehen von Bertelsmann. Am Rande der Veranstaltung diskutierte Karajan mit Liz Mohn über die mangelnde Förderung des Operngesangs. Im Vergleich zum Ausland sei es in Deutschland schwierig, geeigneten Nachwuchs zu finden. Aufgrund dessen initiierte Mohn, seit 1986 Mitglied des Beirats der Bertelsmann Stiftung, einen internationalen Gesangswettbewerb. An der Realisierung war August Everding maßgeblich beteiligt, der als damaliger Generalintendant der Bayerischen Staatstheater das nötige Fachwissen beisteuerte.
Der erste Gesangswettbewerb fand im Oktober 1987 in Zusammenarbeit mit der Intendantengruppe des Deutschen Bühnenvereins in der Stadthalle Gütersloh statt. Im Gegensatz zu anderen Förderprogrammen fanden Teilnehmer eine große Bühne und einen Konzertsaal vor, den sie mit ihrer Stimme ausfüllen mussten. Außerdem wurden sie von einem Symphonieorchester begleitet. Parallel zum Wettbewerb richtete die Bertelsmann Stiftung ein Symposium aus, auf dem Experten über Themen der Kulturpolitik debattierten. Es wurde in den folgenden Jahren fortgesetzt.
Neue Stimmen war zunächst ein „Europäischer Sängerwettstreit“, da nur in Europa ausgebildete Künstler teilnehmen durften. Beachtenswert ist hierbei, dass es von Beginn an Bewerber aus Osteuropa gab. Anfang der 1990er Jahre kamen aber immer mehr Sänger aus anderen Ländern hinzu. Dadurch entwickelten die Neuen Stimmen ihren heutigen Charakter als „Internationaler Gesangswettbewerb“. Im Laufe der Jahre stieg die Zahl der Teilnehmer kontinuierlich.
Nach den Gesangswettbewerben in den Jahren 1987, 1988 und 1989 wechselten die Organisatoren zu einem zweijährigen Rhythmus, der bis heute beibehalten wird. 1997 fand der erste Meisterkurs statt, der seither in den Jahren zwischen den Wettbewerben durchgeführt wird. Er dient der Förderung besonders talentierter Bewerber, die zuvor am Wettbewerb teilgenommen haben. 2012 kam als drittes Format eine Liedmeisterklasse hinzu, die 2013 und 2014 fortgeführt wurde. Dadurch wollen die Organisatoren insbesondere das Lied als Kunstform lebendig halten.
Aufgrund der Auswirkungen der globalen COVID-19-Pandemie fand der Meisterkurs der Neuen Stimmen im Jahr 2020 erstmals vollkommen digital statt. Die Teilnehmer erhielten die Möglichkeit, sowohl ihre künstlerischen als auch ihre karrierebegleitenden Fähigkeiten in Einzel- und Gruppentrainings per Video zu entwickeln. 2022 kehren die Neuen Stimmen als Präsenzveranstaltung nach Gütersloh zurück. Das Finalkonzert wurde von den Duisburger Philharmonikern unter der Leitung von Jonathan Darlington begleitet.

## Wettbewerb
Der Internationale Gesangswettbewerb Neue Stimmen besteht seit über 30 Jahren. 2022 nahmen rund 1400 Bewerber aus über 60 Nationen teil. Zu den Voraussetzungen zählte, dass sie an einer Musikhochschule immatrikuliert waren und bereits Rollen einstudiert oder aufgeführt haben. Für Sängerinnen und Sänger galt gleichermaßen eine Altersgrenze von 31 Jahren.
Die Jury sichtet in Vorauswahlen zunächst die besten Talente. Der Prozess findet weltweit unter fairen und professionellen Bedingungen statt, beispielsweise in New York City oder Kapstadt. Nach der Vorauswahl werden ausgewählte Teilnehmer nach Gütersloh eingeladen und von Repetitoren begleitet. Dort werden in einem Finalkonzert mit Orchester die Preisträger ermittelt.
Seit 2013 gibt es jeweils einen weiblichen und männlichen ersten, zweiten und dritten Platz, wodurch eine gerechtere Bewertung der Teilnehmer möglich ist. Mitunter kann es vorkommen, dass zwei Preisträger denselben Platz einnehmen, wenn sie sich vor der Jury als ebenbürtig erweisen. Außerdem gibt es Förder-, Publikums- und andere Sonderpreise.
Die Preisträger der Neuen Stimmen erhalten ein Preisgeld in Abhängigkeit von ihrer Platzierung. 2022 betrug es 15.000, 10.000 und 5.000 Euro. Sie werden im weiteren Verlauf ihrer Karriere begleitet, etwa bei der Annahme weiterer Engagements. Intendanten und Agenten nutzen den Gesangswettbewerb als Talentbörse, um vielversprechende Sänger zu verpflichten.

## Jury
Die Jury der Neuen Stimmen besteht aus erfahrenen Praktikern der Opern- und Musikwelt. Derzeit sind es fünf Frauen und vier Männer unter dem Vorsitz von Dominique Meyer.
Von 1987 bis 1997 leitete August Everding das Gremium. In den Jahren 1999 bis 2001 trat René Kollo an seine Stelle. 2003, 2005 und 2007 stand Gérard Mortier an der Spitze. Die Schirmherrschaft über den Gesangswettbewerb hatten Richard von Weizsäcker (1993), Roman Herzog (1995), Rita Süssmuth (1997), Wolfgang Clement (1999) und Peter Ustinov (2001) inne.

## Preisträger
1987
- 1. Platz: Nathalie Stutzmann (Kontralto)[38]
- 2. Platz: Tania Christova (Lyrischer Sopran)
- 3. Platz: Andrzej Dobber (Bariton)

1988
- 1. Platz: Izabela Labuda (Sopran)[39]
- 2. Platz: Heike Theresa Terjung (Lyrischer Mezzosopran)
- 3. Platz: Ingrid Kertesi (Koloratursopran)

1989
- 1. Platz: Vesselina Kasarova (Mezzosopran)[40]
- 2. Platz: René Pape (Bass)
- 3. Platz: Bernard Lombardo (Tenor)

1991
- 1. Platz: Sonia Zlatkova (Sopran)[41]
- 2. Platz: Michael Volle (Bariton)
- 3. Platz: Annette Seiltgen (Lyrischer Mezzosopran)

1993
- 1. Platz: Marina Ivanova (Koloratursopran)
- 2. Platz: Laura Polverelli (Mezzosopran)
- 3. Platz: Nicola Beller (Lyrischer Sopran)

1995
- 1. Platz: Gwyn Hughes Jones (Tenor)
- 2. Platz: Hanno Müller-Brachmann (Bassbariton)
- 3. Platz: Sami Luttinen (Bass)

1997
- 1. Platz: Eteri Gvazava (Sopran)
- 2. Platz: Tigran Martirossian (Bass)
- 3. Platz: Soon-Won Kang (Bass)

1999
- 1. Platz: Tina Schlenker (Lyrischer Koloratursopran)[42]
- 2. Platz: Andrei Dounaev (Tenor)
- 3. Platz: Paul Gay (Bass-Bariton)

2001
- 1. Platz: Burak Bilgili (Bass)[43]
- 2. Platz: Woo-Kyung Kim (Tenor)
- 3. Platz: Anna Samuil (Sopran)

2003
- 1. Platz: Franco Fagioli (Countertenor)[44]
- 2. Platz: Maxim Mironov (Tenor)
- 3. Platz: Song-Hu Liu (Lyrischer Bariton)

2005
- 1. Platz: Maria Virginia Savastano (Sopran)[45]
- 2. Platz: Alexey Kudrya (Tenor)
- 3. Platz: Anna Aglatova (Sopran)

2007
- 1. Platz: Marina Rebeka (Sopran)[46]
- 2. Platz: Fernando Javier Radó (Bass)
- 3. Platz: Diego Torre (Tenor)

2009
- 1. Platz: Eunju Kwon (Sopran)[47]
- 2. Platz: Kihwan Sim (Bass-Bariton)
- 3. Platz: JunHo You (Tenor)

2011
- 1. Platz: Olga Bezsmertna (Lyrischer Sopran)[48]
- 2. Platz: Jongmin Park (Bass)
- 3. Platz: Jinxu Xiahou (Tenor)

2013
- 1. Platz: Nicole Car (Sopran), Nadine Sierra (Sopran), Myong-Hyun Lee (Tenor)[49]
- 2. Platz: Oleg Tibulco (Bass)
- 3. Platz: Kristina Mkhitaryan (Sopran), Oleksandr Kyreiev (Bariton)

2015
- 1. Platz: Elsa Dreisig (Sopran), Anatoli Sivko (Bass)[50]
- 2. Platz: Miriam Albano (Mezzosopran), Darren Pati (Tenor)
- 3. Platz: Bongiwe Nakani (Mezzosopran), Lukhanyo Moyake (Tenor)

2017
- 1. Platz: Svetlina Stoyanova (Mezzosopran), Cho ChanHee (Bass)[51]
- 2. Platz: Emily D’Angelo (Mezzosopran), Johannes Kammler (Bariton)[52]
- 3. Platz: Zlata Khershberg (Mezzosopran), Mingjie Lei (Tenor)

2019
- 1. Platz: Anna El-Khashem (Sopran), Long Long (Tenor)[53]
- 2. Platz: Natalia Tanasii (Sopran), Bongani Justice Kubheka (Bariton), Domen Križaj (Bariton),
- 3. Platz: Slávka Zámečníková (Sopran)

2022
- 1. Platz: Francesca Pia Vitale (Sopran), Carles Pachon (Bariton)[54]
- 2. Platz: Eugénie Joneau (Mezzosopran), Sakhiwe Mkosana (Bariton)
- 3. Platz: Yewon Han (Sopran), Dumitru Mitu (Tenor)

2024
- 1. Platz: Magdalena Lucjan (Sopran), Alejandro Baliñas Vieites (Bass)[55]
- 2. Platz: Anita Monserrat (Mezzosopran), Trevor Haumschilt-Rocha (Bariton)
- 3. Platz: Teona Todua (Sopran), Seray Pinar (Mezzosopran), Finn Sagal (Bariton)